# Kardiologia nieinwazyjna
Kardiologia nieinwazyjna – dziedzina będąca podspecjalnością kardiologii, wykorzystująca techniki dostarczające istotnych informacji o układzie sercowo-naczyniowym, bez bezpośredniej ingerencji w struktury ciała człowieka.

## Metody najczęściej stosowane w nieinwazyjnej diagnostyce kardiologicznej
- metoda polegająca na ocenie mikroprądów wytwarzanych przez badane narządy, np.:
  - elektrokardiografia
  - 24-godzinne badanie elektrokardiograficzne metodą Holtera
  - elektrokardiografia wysiłkowa
- nowoczesne technologie pozwalające „zajrzeć” do wnętrza organizmu za pomocą urządzeń:
  - wysyłających fale ultradźwiękowe, np.:
    - echokardiografia
    - echokardiograficzna próba obciążeniowa

  - wykorzystujących promieniowanie rentgenowskie, np.:
    - RTG klatki piersiowej

  - wykorzystujących inne zjawiska fizyczne, np.:
    - tomografia komputerowa serca (TK serca)
    - wielorzędowa tomografia komputerowa (MSCT)
    - rezonans magnetyczny serca (MRI serca)
    - scyntygrafia perfuzyjna serca (SPECT serca).

## Najczęściej przeprowadzane nieinwazyjne badania w kardiologii
- EKG spoczynkowe
- Elektrokardiograficzny test wysiłkowy
- holter EKG
- holter ciśnieniowy
- RTG klatki piersiowej
- echo serca
- echokardiograficzna próba obciążeniowa
- radioizotopowe badanie SPECT
- tomografia spiralna 32-rzędowa lub 64-rzędowa
- rezonans magnetyczny MRI
- pozytonowa emisyjna tomografia komputerowa (PET)
- test pochyleniowy (tilt test).

## Zalety

### Alternatywa dla inwazyjnych badań
Z uwagi na pacjenta, jak również z perspektywy socjoekonomicznej nieinwazyjne metody badań są mniej kosztowne,  przy tym bezbolesne, a stale rozwijająca się technologia sprawia, że stają się one niezwykle interesującą alternatywą wobec inwazyjnych metod leczenia, takich jak choćby koronarografia czy bypassografia. Dotyczy to przede wszystkim badania TK serca oraz rezonansu magnetycznego.

#### Rozwój techniki TK serca
- skrócenie czasu badania serca
- zwiększenie rozdzielczości przestrzennej
- zmniejszenie dawki promieniowania
- szerokie możliwości diagnostyczne, głównie służące ocenie:
  - naczyń wieńcowych
  - morfologii serca
  - funkcji serca
  - przyrostów wieńcowych

#### Możliwości rezonansu magnetycznego serca
- diagnozuje wady wrodzone serca przez dokładna ocenę struktur i funkcji serca
- diagnozuje choroby dużych naczyń krwionośnych przez dokładną ocenę przepływu krwi i naczyń krwionośnych
- identyfikuje zawał serca
- pozwala na dokładne zobrazowanie wszystkich części układu sercowo-naczyniowego:
  - żył
  - tętnic
  - przedsionków
  - komór
  - zastawek serca
- ocena obecności, lokalizacji i śródściennej rozległości martwicy mięśnia sercowego
- metoda bardzo przydatna w diagnostyce guzów serca.

### Inne

#### Diagnostyka choroby wieńcowej
Rola nieinwazyjnych badań układu krążenia obejmuje rozpoznawanie, monitorowanie leczenia i stratyfikację ryzyka u pacjentów z chorobą wieńcową. Możliwe jest to m.in. przez badanie elektrokardiograficzne oraz badania obrazowe.
Ponadto dzięki badaniu wielorzędowej tomografii komputerowej (MSCT) pozwala na nieinwazyjne wykluczenie zmian miażdżycowych w naczyniach wieńcowych, stopnia ich uwapnienia, drożności pomostów oraz kurczliwości mięśnia sercowego.

#### Diagnostyka zaburzeń rytmu serca
Kardiologia nieinwazyjna odgrywa istotną rolę w diagnostyce zaburzeń rytmu i przewodnictwa serca (EKG, próba wysiłkowa EKG, holter EKG, echo serca, MRI klatki piersiowej i serca). Pozwala na określenie rodzaju i intensywności zaburzeń rytmu  oraz stwierdzenie lub wykluczenie choroby organicznej serca.